# Mancomunidad de la Comarca del Sueve

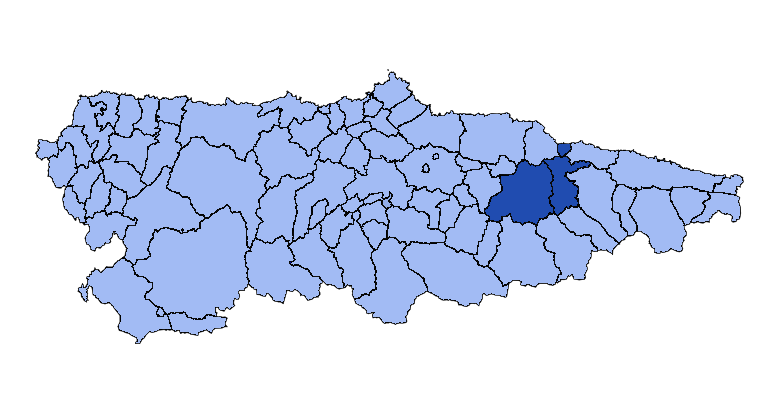
Vista de los concejos que forman la mancomunidad.

La Mancomunidad de la Comarca del Sueve es una mancomunidad del Principado de Asturias puesta en marcha en 2006 con el fin de potenciar los recursos turísticos de la comarca a través de un Plan de Dinamización Turística financiado por el Principado y por los ayuntamientos, para el equipamiento y desarrollo de infraestructuras, ofrecer unos servicios que puedan competir en el mercado turístico, preservar el entorno y mejorar a su vez la calidad de vida de sus habitantes.
Los concejos que la forman comparten tradición, historia y geografía (el concejo de Colunga está excluido porque forma parte de la Mancomunidad Comarca de la Sidra).
La presidencia es anual y rotativa entre los alcaldes de los tres concejos que la forman.
Comprende los concejos de:
- Caravia
- Parres
- Piloña